# Arturo Zardini
Arturo Zardini (Pontebba, 9 novembre 1869 – Udine, 4 gennaio 1923) è stato un compositore italiano.

## La vita
Nel 1915 lo scoppio della grande guerra lo costrinse ad abbandonare il paese natale (Pontebba si trovava infatti in zona di guerra), trovando ospitalità, assieme alla sua amministrazione comunale, ove svolgeva le mansioni di applicato, a Firenze. Fu proprio in questa città che trovò l'ispirazione per scrivere Stelutis alpinis, opera di musica corale di ispirazione popolare. Tornò a Pontebba solo nel 1919, a guerra finita.
Per la sua attività venne premiato nel 1922 con la nomina a cavaliere della corona d'Italia. Morì il 4 gennaio 1923 per uremia all'ospedale di Udine. La sua salma riposa nel cimitero di Pontebba.